# Куричівська вулиця
Куричівська вулиця — вулиця в Деснянському районі міста Києва, селище Биківня. Пролягає від Дачної вулиці до Лазурної вулиці та Рубінового провулку.

## Історія
Вулиця виникла в 2010-ті роки під проектною назвою Проектна 12637 (Дачна 1). Назва на честь розташованого неподалік давнього болота, а нині урочища Куричів - з 2020 року.